# Függetlenség napja (Finnország)
A  függetlenség napja ( finn nyelven itsenäisyyspäivä, svéd nyelven självständighetsdagen) nemzeti ünnep Finnországban. December 6-án ünneplik annak emlékére, hogy 1917-ben az ország ezen a napon kiáltotta ki függetlenségét.

## Története

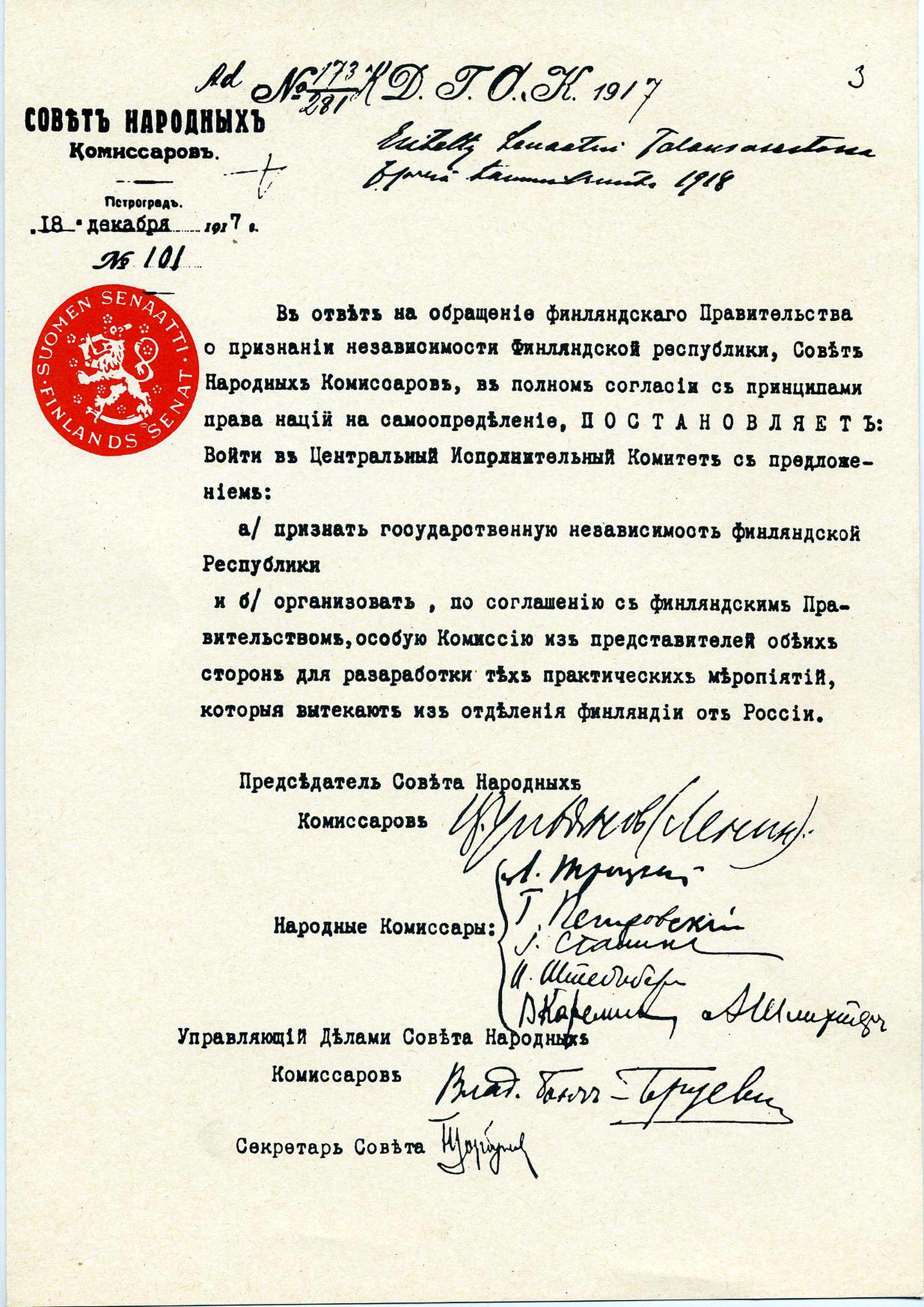
A dokumentum, amelyben a Népbiztosok Tanácsa elismerte Finnország függetlenségét

A finn függetlenségi mozgalom az 1917-es oroszországi forradalmak után indult el, ami alkalmat nyújtott Finnországnak arra, hogy kivonja magát az orosz uralom alól. Több vita után, amelyben a konzervatívok a függetlenség azonnali kikiáltása mellett foglaltak állást, míg a szociáldemokraták előbb egyeztetni akartak Oroszországgal, a Pehr Evind Svinhufvud által vezetett szenátus 1917. december 4-én elkészítette az ország függetlenségi nyilatkozatát, amelyet a finn parlament két nappal később 100:88 arányban fogadott el. Oroszország szovjet kormánya (Lenin és a hat népbiztos) 1917. december 31-én ismerte el Finnország függetlenségét. 1918. január 4-én Németország, Svédország és Franciaország, január 10-én Norvégia és Dánia, 13-án az Osztrák–Magyar Monarchia elismerte az új államot.
A függetlenség napját első ízben 1917-ben ünnepelték. Mindazonáltal a függetlenség első éveiben az ünnep jelentősége elmaradt május 16-a mögött, amikor a fehérek ünnepelték győzelmüket a finn polgárháborúban. A baloldali pártok november 15-én akartak ünnepelni, mivel a parlament által képviselt finn nép 1917. november 15-én vette át a hatalmat. Egy évvel később, 1918. december 6-án az egyetemiek ünnepeltek. 1919-ben hivatalosan is ünneppé nyilvánították, 1929-től pedig állami ünneppé és fizetett munkaszüneti nappá vált.

## Hagyományos ünneplése

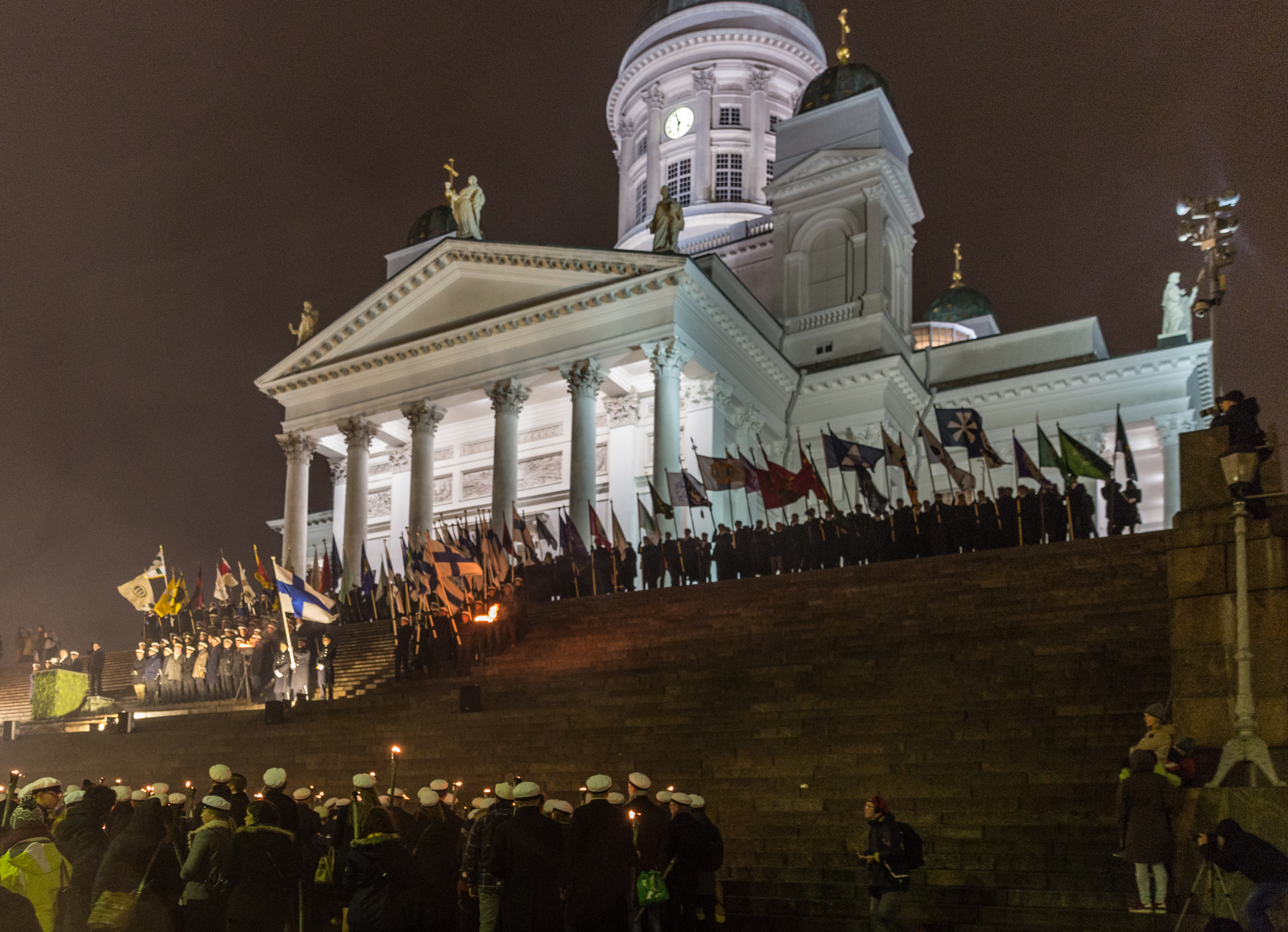
Fáklyásmenet Helsinkiben, 2015

A függetlenség első évtizedeiben a függetlenség napja nagyon emelkedett esemény volt, amelyet hazafias beszédek és különleges istentiszteletek fémjeleztek. Az 1970-es évektől azonban a függetlenség napi ünnepségek élénkebb formát öltöttek, a boltok kirakatát a finn zászló kék és fehér színeivel díszítik, a cukrászdák kék-fehér mázas süteményeket készítenek. Napjainkban elfogadott, hogy rocksztárok és a szórakoztató műfaj más képviselői tolmácsolják a finn hazafiságot.
A finn családok az ünnep estéjén hagyományosan két égő gyertyát helyeznek minden ablakba. Ez a szokás az 1920-as évekből származik, de még ennél korábban is gyertyákat gyújtottak Johan Ludvig Runeberg születése évfordulóján az orosz uralom elleni csendes tiltakozásként.
Finnország egyetemi városaiban a függetlenség napjának estéjén fáklyás felvonulást szerveznek, amelyen a diákok és az egyetem dolgozói vesznek részt. A menet rendszerint a város központján – Helsinkiben a Hietanemi temetőtől a Szenátus térig – vonul át. A diákszövetségek képviselői beszédet tartanak. A felvonulás alatt Finnország himnuszát éneklik.

## Állami ünnepségek

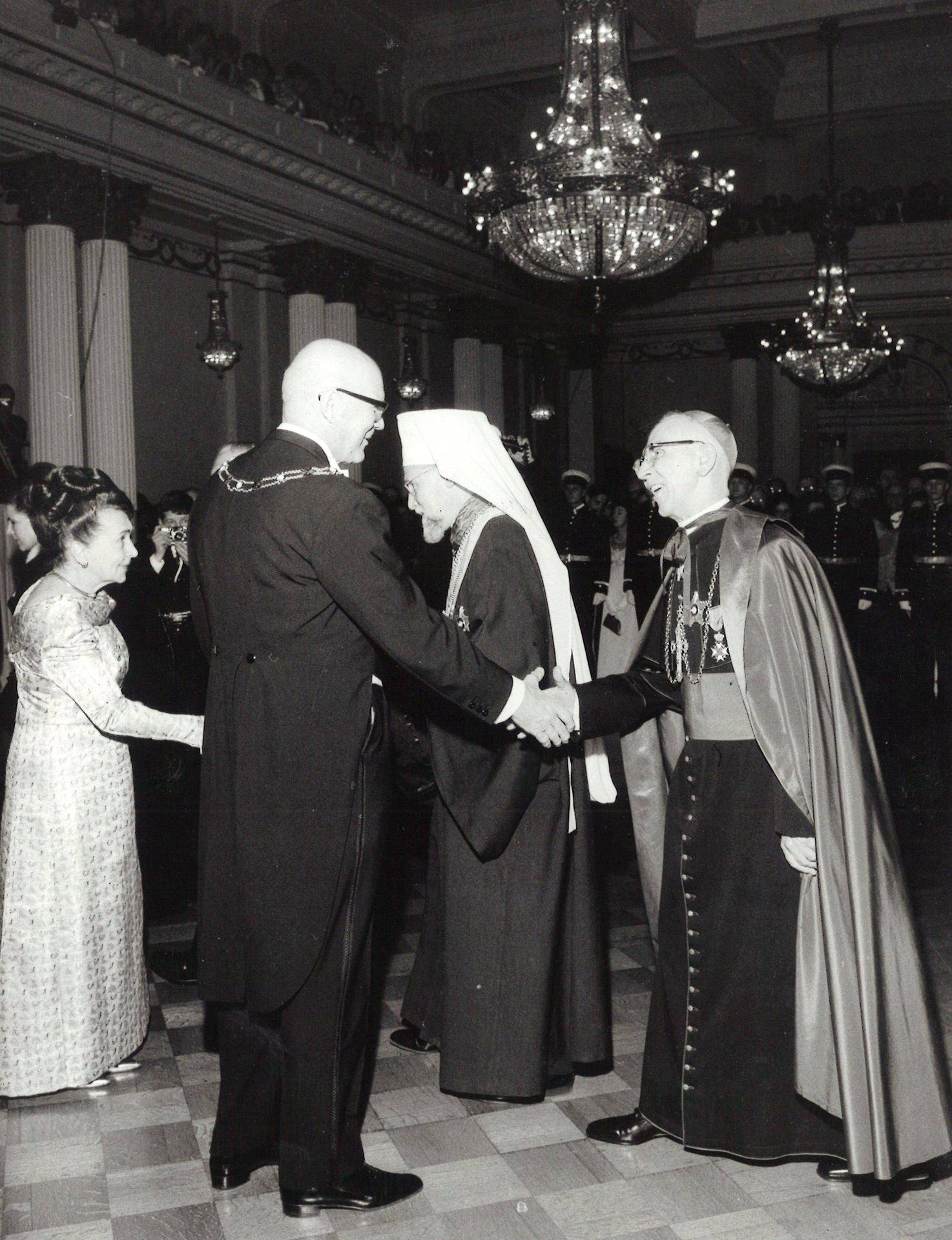
Az ortodox és a római katolikus püspök megérkeznek az elnöki fogadásra, 1966

Reggel Helsinkiben a csillagvizsgáló dombján (Tähtitorninmäki) felvonják a finn lobogót. 
Az ünnepséget a Finnség Szövetsége (Suomalaisuuden liitto) rendezi, és a rádió egyenes adásban közvetíti. A függetlenség napján az egész országban zászlót tesznek ki az iskolákra és a középületekre.
A helsinki székesegyházban (1998 óta ökumenikus) istentiszteletet tartanak, melyen a köztársasági elnök is részt vesz. Az istentisztelet után koszorúkat helyeznek el a hősök temetőjében.
Az ünnep tiszteletére katonai parádét is tartanak, amelyet minden évben más-más városban rendeznek meg. A parádé helyszíne 2009-ben Riihimäki, 2014-ben Hämeenlinna, 2015-ben Jyväskylä, 2016-ban Kajaani volt.
Az YLE közszolgálati televízióadó Az ismeretlen katona (Tuntematon Sotilas) című filmet sugározza, amely Väinö Linna azonos című, emblematikus regényén alapul.  Többnyire az eredeti 1955-ös filmet mutatják be, de egy alkalommal, 1987-ben az 1985-ös változatot adták.
Este a finn köztársasági elnök fogadást tart az elnöki palotában, amelyre 1600–2000 vendéget hívnak meg. Egyes években a fogadást más helyszínen rendezték meg: 1972-ben és 1981-ben a Finlandia csarnokban, 2013-ban pedig a Tampere csarnokban. Az eseményt 1967 óta a televízió is közvetíti; a közvetítést a 2000-es években több mint kétmillióan nézték. A meghívottak között vannak a kormányzat tagjai, diplomaták, parlamenti képviselők, magas rangú tisztek és köztisztviselők, művészek és más kiemelkedő egyéniségek. Martti Ahtisaari elnök kezdeményezésére a Mannerheim-kereszt lovagjait is meghívják. A fogadást nem tartották meg 1926-ban, 1931-ben, 1932-ben, illetve 1939–1945 alatt, a háború éveiben. 1952-ben az ünnepséget lemondták Juho Kusti Paasikivi elnök betegsége miatt, ugyanígy 1974-ben is, mivel Urho Kekkonen elnök felesége december 2-án hunyt el. A fogadás számos tüntetésre és árnyékfogadásra ad alkalmat. A legnépszerűbb demonstrációt Veikko Hursti filantróp szervezte, amelynek során ingyen élelmiszert osztott a szegényeknek és hátrányos helyzetűeknek. Hursti 2005-ben bekövetkezett halála után a hagyományt fia, Heikki Hursti folytatja.

## Fordítás
- Ez a szócikk részben vagy egészben  az   Independence Day (Finland) című angol Wikipédia-szócikk ezen változatának fordításán alapul.  Az eredeti cikk szerkesztőit annak laptörténete sorolja fel. Ez a jelzés csupán a megfogalmazás eredetét és a szerzői jogokat jelzi, nem szolgál a cikkben szereplő információk forrásmegjelöléseként.
- Ez a szócikk részben vagy egészben  az   Unabhängigkeitstag (Finnland) című német Wikipédia-szócikk ezen változatának fordításán alapul.  Az eredeti cikk szerkesztőit annak laptörténete sorolja fel. Ez a jelzés csupán a megfogalmazás eredetét és a szerzői jogokat jelzi, nem szolgál a cikkben szereplő információk forrásmegjelöléseként.